# Chemin de fer dans les livres
Chemin de fer dans les livres contient les œuvres traitant principalement du chemin de fer et celles ayant une ou plusieurs scènes ferroviaires.

## Romans
- 1890 : La Bête humaine d'Émile Zola
- 1907 : Le Mystérieux Voyageur dans Arsène Lupin, gentleman-cambrioleur de Maurice Leblanc
- 1934 : Le Crime de l'Orient-Express d'Agatha Christie
- 1950 : L'Inconnu du Nord-Express de Patricia Highsmith
- 1952 : Le Pont de la rivière Kwaï de Pierre Boulle
- 1956 : La Pie saoule d'Henri Vincenot
- 1957 : Le Train de 16 h 50 d'Agatha Christie
- 1960 : Les Chevaliers du chaudron d'Henri Vincenot
- 1961 : Le Train de Georges Simenon
- 1962 : Compartiment tueurs de Sébastien Japrisot
- 1991 : Terres perdues de Stephen King
- 1996 : Neverwhere de Neil Gaiman
- 1997 : Magie et Cristal de Stephen King
- 1998 : Mémoires d'un enfant du rail d'Henri Vincenot
- 2006 : Chemins de fer de Benoit Duteurtre
- Les romans de la série Harry Potter de J. K. Rowling

## Essais
- 1975 : La Vie quotidienne dans les chemins de fer au XIXe siècle
- 2015 : La nostalgie des buffets de gare de Benoit Duteurtre

## Bandes dessinées
- Les Aventures de Tintin de Hergé
- Les aventures de Blake et Mortimer de Edgar P. Jacobs
- Certains albums de François Schuiten
- La série Rails de David Chauvel et Fred Simon
- Le Transperceneige de Jacques Lob et Jean-Marc Rochette

## Criminalité ferroviaire
- Serge Janouin-Benanti, Les Trains du crime, L'Apart, Turquant, 2010.
- Patrick Eris, Histoires vraies sur les rails, Papillon Rouge, Montpellier, 2012.
- Jean-François Miniac, Les Grandes Affaires Criminelles du rail, de Borée, Paris, 2013.